# La Paz (Basse-Californie du Sud)
Pour les articles homonymes, voir La Paz (homonymie).
La Paz est une ville mexicaine, capitale de l'État de Basse-Californie du Sud et siège de la municipalité du même nom.

## Géographie
La ville est située sur la rive sud de la baie de La Paz, entre une chaîne côtière et le golfe de Californie. Les îles La Partida, Espíritu Santo et Jacques Cousteau se trouvent à proximité.

## Histoire
Elle est fondée en 1535.

## Population et société

### Démographie
En 2010, la population était de 251 871 personnes.

## Économie
Les activités comprennent l'hôtellerie, les mines d'argent, l'agriculture, la pêche et l'élevage d'huîtres perlières.